# 小関順二
小関 順二（こせき じゅんじ、1952年 - ）は、日本のスポーツライター。神奈川県横須賀市出身。日本大学芸術学部文芸学科卒業

## 人物
野球関係の取材、執筆をメインに活動しており、プロ野球だけではなくアマチュア野球にも精通している。1988年に『ドラフト会議倶楽部』を設立しプロ野球ドラフト会議の直前期になると『模擬ドラフト』を開催している。
活字メディアにとどまらず、アマチュア野球の豊富な知識を生かして、スカイAスポーツで中継される「フレッシュオールスターゲーム中継」、「プロ野球ドラフト会議中継」では毎年解説を担当している。
同じくスポーツライターの佐野正幸とは親交が深い。

## 著書
- 『ドラフト王国：プロ野球をドラフトで読む』（1997年10月、蒼馬社 ISBN 9784916124364）
- 『挟殺：ダブル暗号殺人事件』（1998年4月、蒼馬社 ISBN 4916124413）
- 『小関順二の必殺ドラフト』（1999年10月、千早書房 ISBN 4884922417）
- 『プロ野球 問題だらけの12球団』シリーズ（草思社（2008年度版のみぴあ））
  - 『プロ野球問題だらけの12球団』（2000年3月 ISBN 4794209584）
  - 『プロ野球問題だらけの12球団 2001』（2001年2月、ISBN 9784794210388）
  - 『プロ野球問題だらけの12球団 2002』（2002年3月、ISBN 4794211236）
  - 『プロ野球問題だらけの12球団 2003』（2003年3月、ISBN 9784794211972）
  - 『プロ野球問題だらけの12球団 2004』（2004年3月、ISBN 4794212925）
  - 『プロ野球問題だらけの12球団 2005』（2005年3月、ISBN 4794213905）
  - 『プロ野球問題だらけの12球団 2006』（2006年3月、ISBN 4794214855）
  - 『プロ野球問題だらけの12球団 2007』（2007年3月、ISBN 978-4794215734）
  - 『プロ野球問題だらけの12球団 2008』（2008年3月、ISBN 978-4835616940）
  - 『プロ野球問題だらけの12球団 2009』（2009年3月、ISBN 978-4794217059）
  - 『プロ野球問題だらけの12球団 2010』（2010年3月、ISBN 978-4794217530）
  - 『プロ野球問題だらけの12球団 2011』（2011年3月、ISBN 978-4794218148）
  - 『プロ野球問題だらけの12球団 2012』（2012年3月、ISBN 978-4794218889）
  - 『プロ野球問題だらけの12球団 2013』（2013年3月、ISBN 978-4794219619）
  - 『プロ野球問題だらけの12球団 2014』（2014年3月、ISBN 9784794220400）
  - 『プロ野球問題だらけの12球団 2015』（2015年2月、ISBN 9784794221100）
  - 『プロ野球問題だらけの12球団 2016』（2016年2月、ISBN 9784794221919）
  - 『プロ野球問題だらけの12球団 2017』（2017年2月、ISBN 9784794222633）
  - 『プロ野球問題だらけの12球団 2018』（2018年2月、ISBN 9784794223272）
  - 『プロ野球問題だらけの12球団 2019』（2019年2月、ISBN 9784794223869）
  - 『プロ野球問題だらけの12球団 2020』（2020年3月、ISBN 9784794224439）
  - 『プロ野球問題だらけの12球団 2021』（2021年3月、ISBN 9784794225085）
  - 『プロ野球問題だらけの12球団 2022』（2022年3月、ISBN 9784794225627）
  - 『プロ野球問題だらけの12球団 2023』（2023年3月、ISBN 9784794226358）
  - 『プロ野球問題だらけの12球団 2024』（2024年2月、ISBN 9784794227164）
  - 『プロ野球問題だらけの12球団 2025』（2025年3月、ISBN 9784794227737）
- 『快感と狂気の野球観戦：'00.4~'01.3ネット・コラム』（2001年4月、インターメディア出版 ISBN 4901350137）
- 『熱狂!!小関順二の「だから野球観戦はやめられない!」』（2002年4月、インターメディア出版 ISBN 4901350544）
- 『小関順二の「野球観戦」なしでは生きられない：Lovely』 （2003年4月、長崎出版 ISBN 4860950054）
- 『プロ野球のサムライたち』（2004年6月、文藝春秋 ISBN 4166603876）
- 『野球力：ストップウォッチで判る「伸びる人材」』（2006年2月、講談社、ISBN 4062723646）
- 『プロ野球スカウティングレポート』シリーズ
  - 『プロ野球スカウティングレポート 2006』（2006年3月、アスペクト ISBN 4757212461）
  - 『プロ野球スカウティングレポート 2007』（2007年2月、アスペクト ISBN 4757213387）
  - 『プロ野球スカウティングレポート 2009』（2009年2月、アスペクト ISBN 4757216289）※西尾典文、泉直樹共著
  - 『プロ野球スカウティングレポート 2010』（2010年2月、アスペクト ISBN 9784757217447）※西尾典文、泉直樹共著
  - 『プロ野球スカウティングレポート 2011』（2011年2月、廣済堂出版 ISBN 4331515192）
  - 『プロ野球スカウティングレポート 2012』（2012年2月、廣済堂出版 ISBN 433151613X）
  - 『プロ野球スカウティングレポート 2013』（2013年3月、廣済堂出版 ISBN 4331517101）※西尾典文、泉直樹、場野守泰共著
  - 『プロ野球スカウティングレポート 2014』（2014年3月、廣済堂出版、ISBN 9784331518106）
- 『甲子園怪物列伝』（2006年8月、草思社 ISBN 479421510X）
- 『プロ野球でモノになる奴の法則』（2007年12月、廣済堂出版 ISBN 4331512827）
- 『怪物たちの甲子園物語』（2008年7月、廣済堂出版 ISBN 9784331654316）
- 『WBC日本代表はなぜ世界一になれたのか?』（2009年8月、ぴあ ISBN 4835617401）
- 『検証 甲子園 2009』（2009年10月、講談社、ISBN 4062950529）
- 『ドラフト物語』（2009年11月、廣済堂出版 ISBN 4331514226）
- 『プロ野球 戦力補強の通信簿 2000-2010』（2010年12月、レッカ社 ISBN 9784862550835）
- 『斎藤世代の挑戦 プロ野球でモノになる奴の法則 2011』（2011年1月、廣済堂出版 ISBN 433151496X）
- 『野球力 ストップウォッチで判る「伸びる人材」』（2013年1月、講談社 ISBN 9784062723640）
- 『野球を歩く: 日本野球の歴史探訪』（2013年11月、草思社 ISBN 4794220146）
- 『間違いだらけのセ・リーグ野球』（2015年11月、廣済堂出版 ISBN 9784331519851）
- 『プロ野球戦国時代! 次の盟主はここだ!』（2017年2月、学陽書房 ISBN 9784313816077）
- 『大谷翔平 日本の野球を変えた二刀流』（2017年8月、廣済堂出版 ISBN 9784331521021）
- 『「野球」の誕生 球場・球跡でたどる日本野球の歴史』（2017年8月、草思社 ISBN 9784794222916）
- 『ドラフト未来予想図』（2018年11月、文藝春秋 ISBN 9784163909448）
- 『プロ野球問題だらけの選手選び』（2019年3月、草思社 ISBN 9784794223890）